# Чемпионат Европы по водным видам спорта 2000
XXV чемпионат Европы по водным видам спорта проходил в Хельсинки (Финляндия) с 3 по 9 июля 2000 года. Хельсинки впервые в истории принимал чемпионат Европы по водным видам спорта.
Программа соревнований включала в себя плавание (38 комплектов наград), прыжки в воду (10 комплектов наград), синхронное плавание (3 комплекта наград) и плавание на открытой воде (4 комплекта наград). Всего разыграли 55 комплектов наград.

## Общий медальный зачёт
(Жирным выделено самое большое количество медалей в своей категории, принимающая страна также выделена)
| Общее количество медалей | Общее количество медалей | Общее количество медалей | Общее количество медалей | Общее количество медалей | Общее количество медалей |
| Место                    | Страна                   | Золото                   | Серебро                  | Бронза                   | Всего                    |
| ------------------------ | ------------------------ | ------------------------ | ------------------------ | ------------------------ | ------------------------ |
| 1                        | Россия                   | 15                       | 3                        | 4                        | 22                       |
| 2                        | Германия                 | 7                        | 12                       | 2                        | 21                       |
| 3                        | Италия                   | 6                        | 7                        | 4                        | 17                       |
| 4                        | Швеция                   | 6                        | 2                        | 3                        | 11                       |
| 5                        | Украина                  | 4                        | 3                        | 6                        | 13                       |
| 6                        | Испания                  | 4                        | 2                        | 5                        | 11                       |
| 7                        | Румыния                  | 3                        | 6                        | 5                        | 14                       |
| 8                        | Венгрия                  | 3                        | 1                        | 0                        | 4                        |
| 9                        | Франция                  | 2                        | 1                        | 6                        | 9                        |
| 10                       | Словакия                 | 1                        | 2                        | 1                        | 4                        |
| 11                       | Финляндия                | 1                        | 1                        | 1                        | 3                        |
| 11                       | Швейцария                | 1                        | 1                        | 1                        | 3                        |
| 13                       | Беларусь                 | 1                        | 1                        | 0                        | 2                        |
| 13                       | Польша                   | 1                        | 1                        | 0                        | 2                        |
| 15                       | Хорватия                 | 1                        | 0                        | 0                        | 1                        |
| 16                       | Нидерланды               | 0                        | 5                        | 2                        | 7                        |
| 17                       | Великобритания           | 0                        | 2                        | 6                        | 8                        |
| 18                       | Дания                    | 0                        | 2                        | 2                        | 4                        |
| 19                       | Бельгия                  | 0                        | 1                        | 2                        | 3                        |
| 20                       | Литва                    | 0                        | 1                        | 0                        | 1                        |
| 21                       | Чехия                    | 0                        | 0                        | 2                        | 2                        |
| 22                       | Австрия                  | 0                        | 0                        | 1                        | 1                        |
| 22                       | Израиль                  | 0                        | 0                        | 1                        | 1                        |
| 22                       | Турция                   | 0                        | 0                        | 1                        | 1                        |
| Всего                    | Всего                    | 56                       | 54                       | 55                       | 165                      |

## Плавание
- ER — рекорд Европы
- CR — рекорд чемпионатов Европы по водным видам спорта

### Мужчины
| 50 м вольный стиль             | Александр Попов — 21,95 Россия                                                                     | Питер ван ден Хогенбанд — 22,35 Нидерланды                                             | Лоренцо Висмара — 22,38 Италия                                                                         |  |  |  |
| 100 м вольный стиль            | Александр Попов — 48,61 Россия                                                                     | Питер ван ден Хогенбанд — 48,77 Нидерланды                                             | Ларс Фрёландер — 49,24 Швеция                                                                          |  |  |  |
| 200 м вольный стиль            | Массимилиано Розолино — 1:47,31 Италия                                                             | Питер ван ден Хогенбанд — 1:47,62 Нидерланды                                           | Пол Палмер — 1:49,54 Великобритания                                                                    |  |  |  |
| 400 м вольный стиль            | Эмилиано Брембилья — 3:48,56 Италия                                                                | Драгош Коман — 3:48,69 Румыния                                                         | Пол Палмер — 3:50,97 Великобритания                                                                    |  |  |  |
| 1500 м вольный стиль           | Игорь Червинский — 15:05,31 Украина                                                                | Эмилиано Брембилья — 15:06,42 Италия                                                   | Драгош Коман — 15:10,97 Румыния                                                                        |  |  |  |
|                                | |                                                                                        | |  |  |  |
| 50 м на спине                  | Стев Телоке — 25,60 Германия                                                                       | Дарюс Григалёнис — 25,61 Литва                                                         | Давид Ортега — 26,00 Испания                                                                           |  |  |  |
| 100 м на спине                 | Давид Ортега — 55,50 Испания                                                                       | Владимир Николайчук — 55,64 Украина                                                    | Дерья Бююкунджу — 55,84 Турция                                                                         |  |  |  |
| 200 м на спине                 | Гордан Кожуль — 1:58,62 Хорватия                                                                   | Эмануэле Меризи — 2:00,02 Австрия                                                      | Йоав Гат — 2:00,32 Израиль                                                                             |  |  |  |
|                                | |                                                                                        | |  |  |  |
| 50 м брасс                     | Марк Варнеке — 27,75 Германия                                                                      | Олег Лисогор — 27,81 Украина                                                           | Ремо Лютольф — 27,91 Швейцария                                                                         |  |  |  |
| 100 м брасс                    | Доменико Фиораванти — 1:02,02 Италия                                                               | Ярно Пихлава — 1:02,07 Финляндия                                                       | Дмитрий Коморников — 1:02,11 Россия                                                                    |  |  |  |
| 200 м брасс                    | Дмитрий Коморников — 2:13,09 Россия                                                                | Доменико Фиораванти — 2:14,87 Италия                                                   | Максим Подопригора — 2:15,07 Австрия                                                                   |  |  |  |
|                                | |                                                                                        | |  |  |  |
| 50 м баттерфляй                | Йере Хорд — 23,88 Финляндия                                                                        | Ларс Фрёландер — 23,96 Швеция                                                          | Марк Фостер — 24,02 Великобритания                                                                     |  |  |  |
| 100 м баттерфляй               | Ларс Фрёландер — 52,23 Швеция                                                                      | Томас Руппрат — 53,38 Германия                                                         | Джеймс Хикман — 53,44 Великобритания                                                                   |  |  |  |
| 200 м баттерфляй               | Анатолий Поляков — 1:56,73 Россия                                                                  | Джеймс Хикман — 1:58,44 Великобритания                                                 | Иоан Гергель — 1:58,54 Румыния                                                                         |  |  |  |
|                                | |                                                                                        | |  |  |  |
| 200 м комплекс                 | Массимилиано Розолино — 2:00,62 Италия                                                             | Кристиан Келлер — 2:02,02 Германия                                                     | Ксавье Маршан — 2:02,06 Франция                                                                        |  |  |  |
| 400 м комплекс                 | Иштван Батаци — 4:18,51 Венгрия                                                                    | Чезар Бэдицэ — 4:19,42 Румыния                                                         | Жоан Ле Биан — 4:20,50 Франция                                                                         |  |  |  |
|                                | |                                                                                        | |  |  |  |
| Эстафета 4×100 м вольный стиль | Россия — 3:18,75 · Денис Пиманков · Дмитрий Чернышов · Андрей Капралов · Александр Попов           | Германия — 3:19,16 · Штефан Хёрбст · Ларс Конрад · Кристиан Трёгер · Штефен Кунцельман | Франция — 3:20,37 · Ромен Барнье · Николя Кинц · Уго Вьяр · Фредерик Буске                             |  |  |  |
| Эстафета 4×200 м вольный стиль | Италия — 7:16,52 · Массимилиано Розолино · Маттео Пелличьяри · Симоне Черкато · Эмилиано Брембилья | Германия — 7:18,96 · Михаэль Кидель · Кристиан Келлер · Штефан Хёрбст · Штефан Поль    | Нидерланды — 7:19,91 · Мартейн Зюйдвег · Марсель Воуда · Марк ван дер Зейден · Питер ван ден Хогенбанд |  |  |  |
| Комбиниров. эстафета 4×100 м   | Россия — 3:39,29 · Владислав Аминов · Дмитрий Коморников · Дмитрий Чернышов · Александр Попов      | Швеция — 3:40,43 · Маттиас Олин · Мартин Густавссон · Ларс Фрёландер · Стефан Нюстранд | Украина — 3:40,91 · Владимир Николайчук · Олег Лисогор · Андрей Сердинов · Павел Хныкин                |  |  |  |

### Женщины
| 50 м вольный стиль             | Тереза Альсхаммар — 24,44 Швеция                                                           | Вильма ван Хофвеген — 25,46 Нидерланды                                             | Ольга Мукомол — 25,54 Украина                                                     |  |  |  |
| 100 м вольный стиль            | Тереза Альсхаммар — 54,41 Швеция                                                           | Мартина Моравцова — 54,45 Словакия                                                 | Метте Якобсен — 55,31 Дания                                                       |  |  |  |
| 200 м вольный стиль            | Наталья Барановская — 1:59,51 Беларусь                                                     | Мартина Моравцова — 2:00,08 Словакия                                               | Камелия Потек — 2:00,32 Румыния                                                   |  |  |  |
| 400 м вольный стиль            | Яна Клочкова — 4:09,41 Украина                                                             | Наталья Барановская — 4:11,37 Беларусь                                             | Камелия Потек — 4:11,76 Румыния                                                   |  |  |  |
| 800 м вольный стиль            | Флавия Ригамонти — 8:29,16 Швейцария                                                       | Шанталь Штрассер — 8:31,36 Швейцария                                               | Кирстен Влигхёйс — 8:37,94 Нидерланды                                             |  |  |  |
|                                |                                                                                            |                                                                                    |                                                                                   |  |  |  |
| 50 м на спине                  | Нина Живаневская — 28,76 Испания                                                           | Диана Мокану — 28,85 Румыния                                                       | Илона Главачкова — 29,18 Чехия                                                    |  |  |  |
| 100 м на спине                 | Нина Живаневская — 1:01,02 Испания                                                         | Диана Мокану — 1:01,54 Румыния                                                     | Луиза Орнстедт — 1:01,88 Дания                                                    |  |  |  |
| 200 м на спине                 | Нина Живаневская — 2:09,53 Испания                                                         | Диана Мокану — 2:11,62 Румыния                                                     | Антье Бушшульте — 2:12:04 Германия                                                |  |  |  |
|                                |                                                                                            |                                                                                    |                                                                                   |  |  |  |
| 50 м брасс                     | Агнеш Ковач — 31,68 Венгрия                                                                | Зоэ Бейкер — 32,00 Великобритания                                                  | Сильвия Гераш — 32,02 Германия                                                    |  |  |  |
| 100 м брасс                    | Агнеш Ковач — 1:08,38 Венгрия                                                              | Сильвия Гераш — 1:09,28 Германия                                                   | Светлана Бондаренко — 1:09,81 Украина                                             |  |  |  |
| 200 м брасс                    | Беатрис Кэшлару — 2:26,76 Румыния                                                          | Агнеш Ковач — 2:26,85 Венгрия                                                      | Карина Бремон — 2:28,20 Франция                                                   |  |  |  |
|                                |                                                                                            |                                                                                    |                                                                                   |  |  |  |
| 50 м баттерфляй                | Анна-Карин Каммерлинг — 26,40 Швеция                                                       | Карен Эгдаль — 26,97 Дания                                                         | Мартина Моравцова — 26,98 Словакия                                                |  |  |  |
| 100 м баттерфляй               | Мартина Моравцова — 58,72 Словакия                                                         | Отыля Енджейчак — 58,97 Польша                                                     | Юханна Шёберг — 59,29 Швеция                                                      |  |  |  |
| 200 м баттерфляй               | Отыля Енджейчак — 2:08,63 Польша                                                           | Метте Якобсен — 2:08,77 Дания                                                      | Мирейя Санчес — 2:10,44 Испания                                                   |  |  |  |
|                                |                                                                                            |                                                                                    |                                                                                   |  |  |  |
| 200 м комплекс                 | Яна Клочкова — 2:12,57 Украина Беатрис Кэшлару — 2:12,57 Румыния                           | —                                                                                  | Сью Рольф — 2:15,82 Великобритания                                                |  |  |  |
| 400 м комплекс                 | Яна Клочкова — 4:39,78 Украина                                                             | Беатрис Кэшлару — 4:41,64 Румыния                                                  | Исол Жерви — 4:46,15 Бельгия                                                      |  |  |  |
|                                |                                                                                            |                                                                                    |                                                                                   |  |  |  |
| Эстафета 4×100 м вольный стиль | Швеция — 3:42,38 · Луиза Йонке · Юханна Шёберг · Анна-Карин Каммерлинг · Тереза Альсхаммар | Италия — 3:45,31 · Луиза Стриани · Сара Паризе · Сесилия Вианини · Кристина Кьюзо  | Бельгия — 3:46,42 · Нина Ван Кёкховен · Лисбет Дресен · Софи Гоффен · Софи Боссют |  |  |  |
| Эстафета 4×200 м вольный стиль | Румыния — 8:03,17 · Камелия Потек · Симона Пэдурару · Иоана Дьяконеску · Беатрис Кэшлару   | Италия — 8:08,14 · Луиза Стриани · Сара Паризе · Сесилия Вианини · Сара Гоффи      | Франция — 8:08,30 · Солен Фиге · Летиция Шу · Катарина Келеннек · Алисия Бозон    |  |  |  |
| Комбиниров. эстафета 4×100 м   | Швеция — 4:06,00 · Тереза Альсхаммар · Эмма Игельстрём · Луиза Йонке · Юханна Шёберг       | Бельгия — 4:09,52 · Софи Вольфс · Бриджит Беке · Фабьенн Дюфур · Нина Ван Кёкховен | Румыния — 4:10,05 · Ралука Удрою · Беатрис Кэшлару · Диана Мокану · Камелия Потек |  |  |  |

## Плавание на открытой воде

### Мужчины
| Дисциплина | Золото               | Серебро                | Бронза             |
| ---------- | -------------------- | ---------------------- | ------------------ |
| 5 км       | Лука Бальдини Италия | Фабио Вентурини Италия | Давид Мека Испания |
| 25 км      | Стефан Лека Франция  | Давид Мека Испания     | Фабио Фьюзи Италия |

### Женщины
| Дисциплина | Золото              | Серебро                  | Бронза                  |
| ---------- | ------------------- | ------------------------ | ----------------------- |
| 5 км       | Пегги Бюше Германия | Бритта Камрау Германия   | Яна Пеханова Чехия      |
| 25 км      | Пегги Бюше Германия | Эдит ван Дейк Нидерланды | Валерия Касприни Италия |

## Прыжки в воду

### Мужчины
| Дисциплина              | Золото                                       | Серебро                                        | Бронза                                         |
| ----------------------- | -------------------------------------------- | ---------------------------------------------- | ---------------------------------------------- |
| Трамплин 1 м            | Александр Меш Германия                       | Дмитрий Байбаков Россия                        | Йоона Пухакка Финляндия                        |
| Трамплин 3 м            | Дмитрий Саутин Россия                        | Штефан Аренс Германия                          | Александр Доброскок Россия                     |
| Вышка 10 м              | Дмитрий Саутин Россия                        | Хайко Мейер Германия                           | Игорь Лукашин Россия                           |
| Синхронный трамплин 3 м | Германия · Тобиас Шелленберг · Андреас Вельс | Россия · Александр Доброскок · Дмитрий Саутин  | Испания · Рафаэль Альварес · Хосе Гиль         |
| Синхронная вышка 10 м   | Россия · Игорь Лукашин · Дмитрий Саутин      | Украина · Александр Скрипник · Роман Володьков | Великобритания · Леон Тейлор · Питер Уотерфилд |

### Женщины
| Дисциплина              | Золото                               | Серебро                                           | Бронза                                 |
| ----------------------- | ------------------------------------ | ------------------------------------------------- | -------------------------------------- |
| Трамплин 1 м            | Вера Ильина Россия                   | Хайке Фишер Германия                              | Наталья Умыскова Россия                |
| Трамплин 3 м            | Юлия Пахалина Россия                 | Дорте Линднер Германия                            | Анна Линдберг Швеция                   |
| Вышка 10 м              | Светлана Тимошинина Россия           | Уте Ветциг Германия                               | Елена Жупина Украина                   |
| Синхронный трамплин 3 м | Россия · Вера Ильина · Юлия Пахалина | Германия · Дорте Линднер · Конни Шмальфус         | Украина · Елена Жупина · Анна Сорокина |
| Синхронная вышка 10 м   | Германия · Анке Пайпер · Уте Ветциг  | Россия · Евгения Ольшевская · Светлана Тимошинина | Украина · Ольга Леонова · Елена Жупина |

## Синхронное плавание
| Дисциплина | Золото | Серебро | Бронза |
| ---------- | --- | --- | --- |
| Соло       | Ольга Брусникина Россия | Виржини Дидье Франция | Хемма Менгуаль Испания |
| Дуэты      | Франция · Виржини Дидье · Мириам Линьо | Испания · Хемма Менгуаль · Паола Тирадос | Италия · Мауриция Чеккони · Алессия Луккини |
| Группы     | Россия · Ольга Брусникина · Мария Киселёва · Елена Азарова · Ольга Новокщёнова · Ирина Першина · Елена Соя · Юлия Васильева · Ольга Васюкова · Елена Антонова | Италия · Джада Баллан · Серена Бьянки · Алессия Луккини · Джованна Бурландо · Мауриция Чеккони · Мара Брунетти · Кьяра Кассин · Клара Порчетто · Симона Кьяри · Алисе Доминичи | Франция · Виржини Дидье · Мириам Линьо · Шарлотт Фабр · Синтия Буйе · Рашель Ле Бозек · Шарлотт Масардье · Магали Ратье · Мириам Глез · Кати Жоффруа |